# 仙川駅
仙川駅（せんがわえき）は、東京都調布市仙川町一丁目にある、京王電鉄京王線の駅である。京王東管区所属の最西端の駅で、同じ調布市内のつつじヶ丘駅からは京王中央管区となる。駅番号はKO13。

## 歴史

### 年表
- 1913年（大正2年）4月15日：京王電気軌道（現・京王電鉄）の下仙川駅（しもせんがわえき）として開設[1]。
- 1917年（大正6年）：仙川駅（せんがわえき）へ改称[1]。
- 1944年（昭和19年）5月31日：東京急行電鉄（大東急、現・東急電鉄）が京王電気軌道を吸収合併、同社京王線の駅となる。
- 1948年（昭和23年）6月1日：東急から京王帝都電鉄が分離、同社の駅となる
- 1963年（昭和38年）10月1日：準急廃止に伴い、各停のみ停車となる。
- 1996年（平成8年）10月：上りホーム増設[3]。
- 2001年（平成13年）3月27日：ダイヤ改正に伴い、快速停車駅となる[4]。
- 2013年（平成25年）2月22日：KO13の駅ナンバリング導入。
- 2015年（平成27年）9月25日：ダイヤ改正に伴い、区間急行停車駅となる[5]。
- 2018年（平成30年）
  - 4月1日：駅北側にあるキユーピー施設に因み、列車接近メロディを『キユーピー3分クッキング』の「おもちゃの兵隊のマーチ」（レオン・イェッセル作曲）に変更[6]。
  - 8月24日：駅ビルリニューアルオープン[7]。
  - 10月：「仙川駅ビル」を仙川駅周辺に展開されていた商業施設「フレンテ仙川」に統一[7][8]。
- 2020年（令和2年）8月31日：フレンテ口改札（出口・ICカード専用）新設[9]。同日、仙川駅ビルリニューアルに伴い、バナナジュース専門店「BANANA STAND」がフレンテ口改札内にオープン。

### 駅名の由来
駅北側にある仙川から。川としての仙川は駅北側 - 東側を流れているが、調布市仙川町内における流域は、北部にある三丁目のさらに北端をかすめる程度である。

## 駅構造
単式ホーム2面2線を有する地上駅。仙川町付近の標高は周辺より高く、掘割の中を線路が走る半地下構造である。かつては現行の下りホームである島式ホーム1面2線のみだったが、1996年（平成8年）10月に上りホームが増設された。
駅改良工事前にはなかったトイレが1階改札口内に1997年頃新設された。ユニバーサルデザインの一環として「だれでもトイレ」も併設されている。2019年（平成31年）3月にトイレが移設された。
2008年（平成20年）4月、線路上部空間有効利用策として新宿方面駅上部に仙川駅前第三駐輪場が完成した。
2010年（平成22年）には、ホーム上にLED式、改札前にLCD式の発車標が新設された。
2020年（令和2年）8月31日に2019年（令和元年）までトイレがあった場所に京王ストア仙川駅ビル店内に通じるフレンテ口の改札口が新設された。フレンテ口はICカードのみ使用可能な出口専用改札口で、京王ストアの営業時間外（始発 - 7:00・25:00 - 終電）は閉鎖されている。
かつては「白百合女子大学最寄駅」の副駅名が入っていた時期もあったが、2019年（令和元年）10月現在では副駅名は設定されていない。
改札内にはステーションATMとしてきらぼし銀行（旧・東京都民銀行）ATMが設置されていたが、2021年（令和3年）2月10日23:00限りで廃止され、跡地にはみずほ銀行ATMが新設された。

### のりば
| 番線 | 路線   | 方向 | 行先                                 |
| ---- | ------ | ---- | ------------------------------------ |
| 1    | 京王線 | 下り | 調布・橋本・京王八王子・高尾山口方面 |
| 2    | 京王線 | 上り | 明大前・笹塚・新宿・ 都営新宿線方面  |

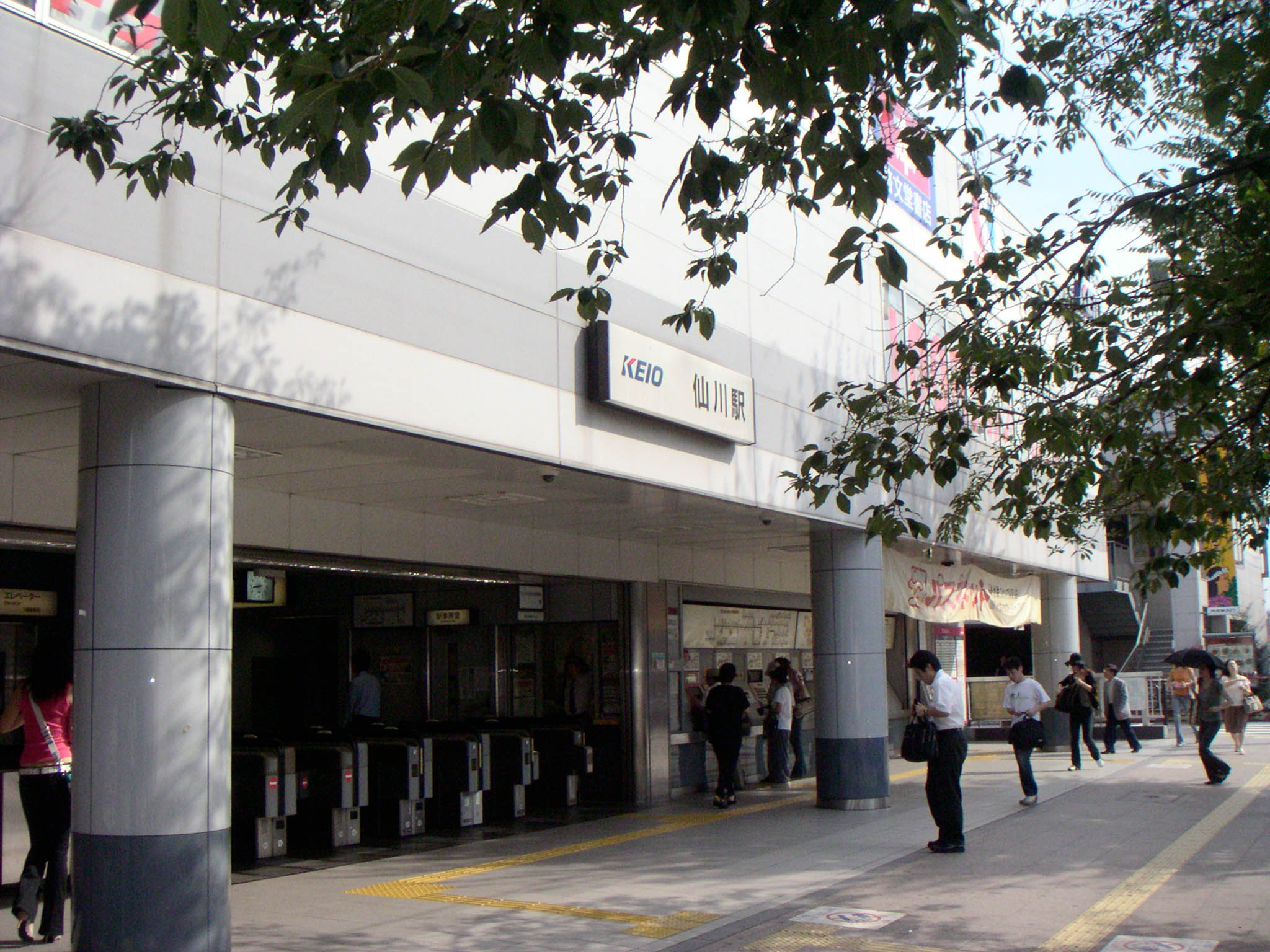
駅入口（2005年9月）
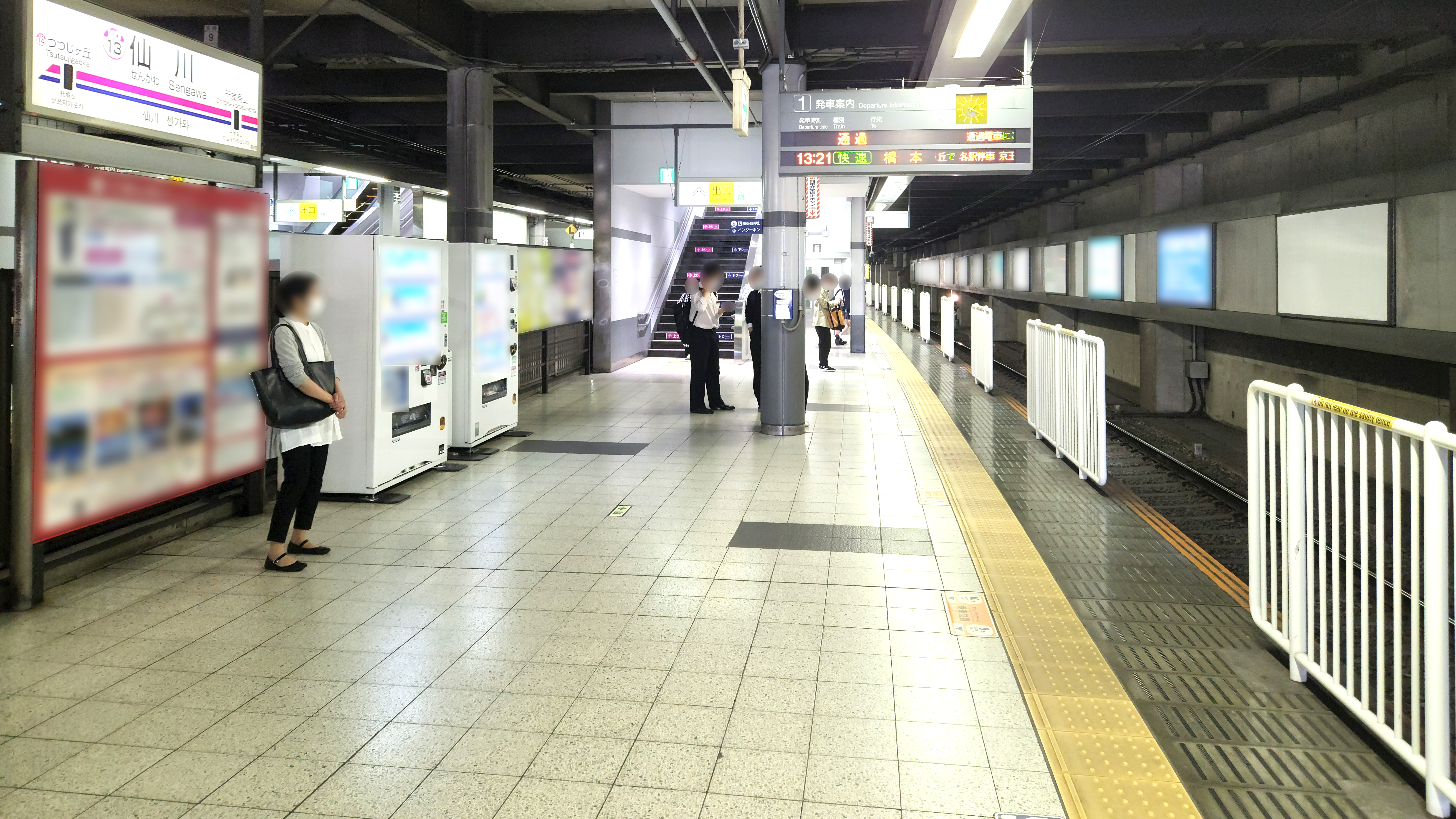
ホーム（2022年5月）
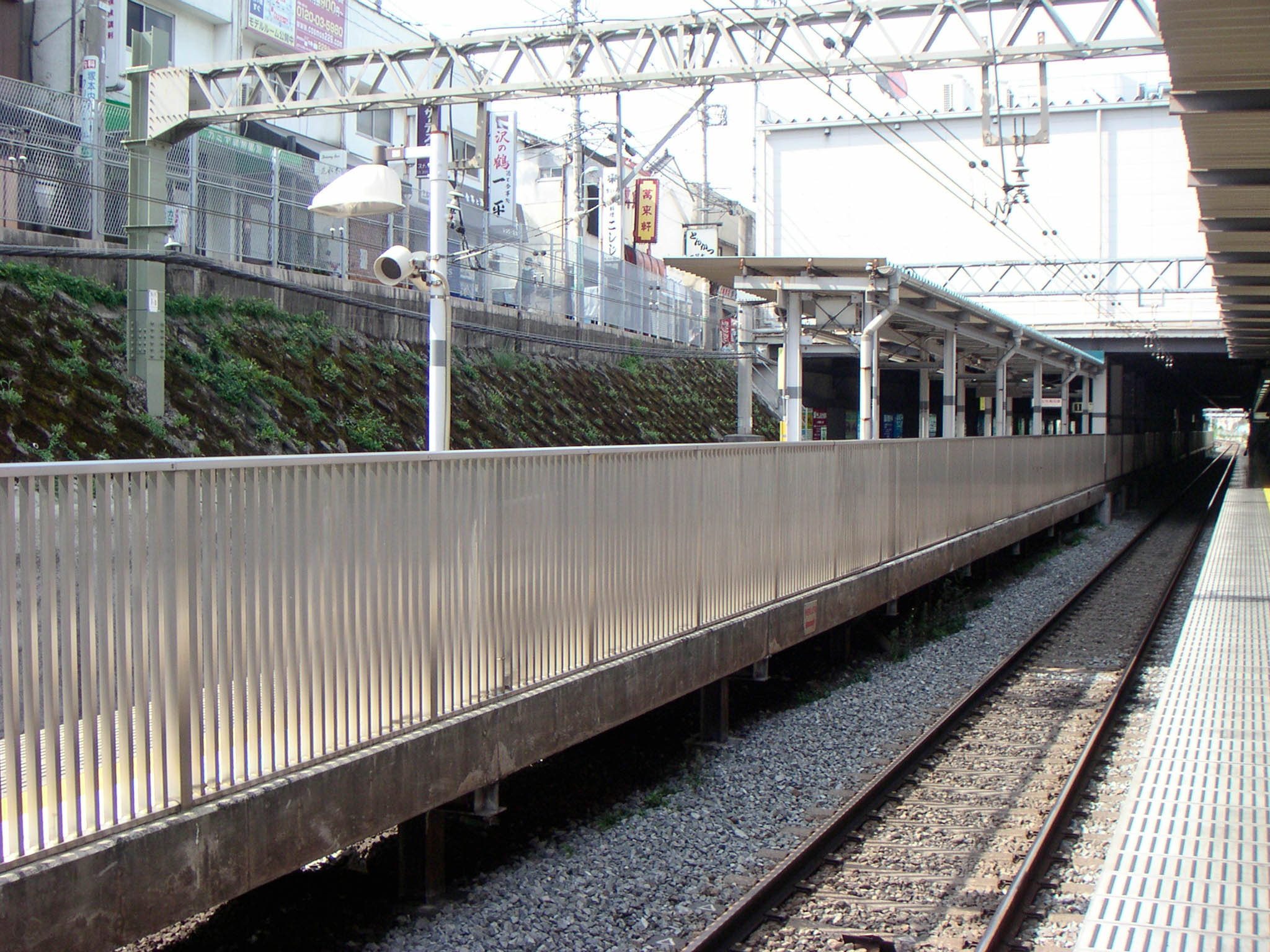
駐輪場建設前のホーム（2005年9月）
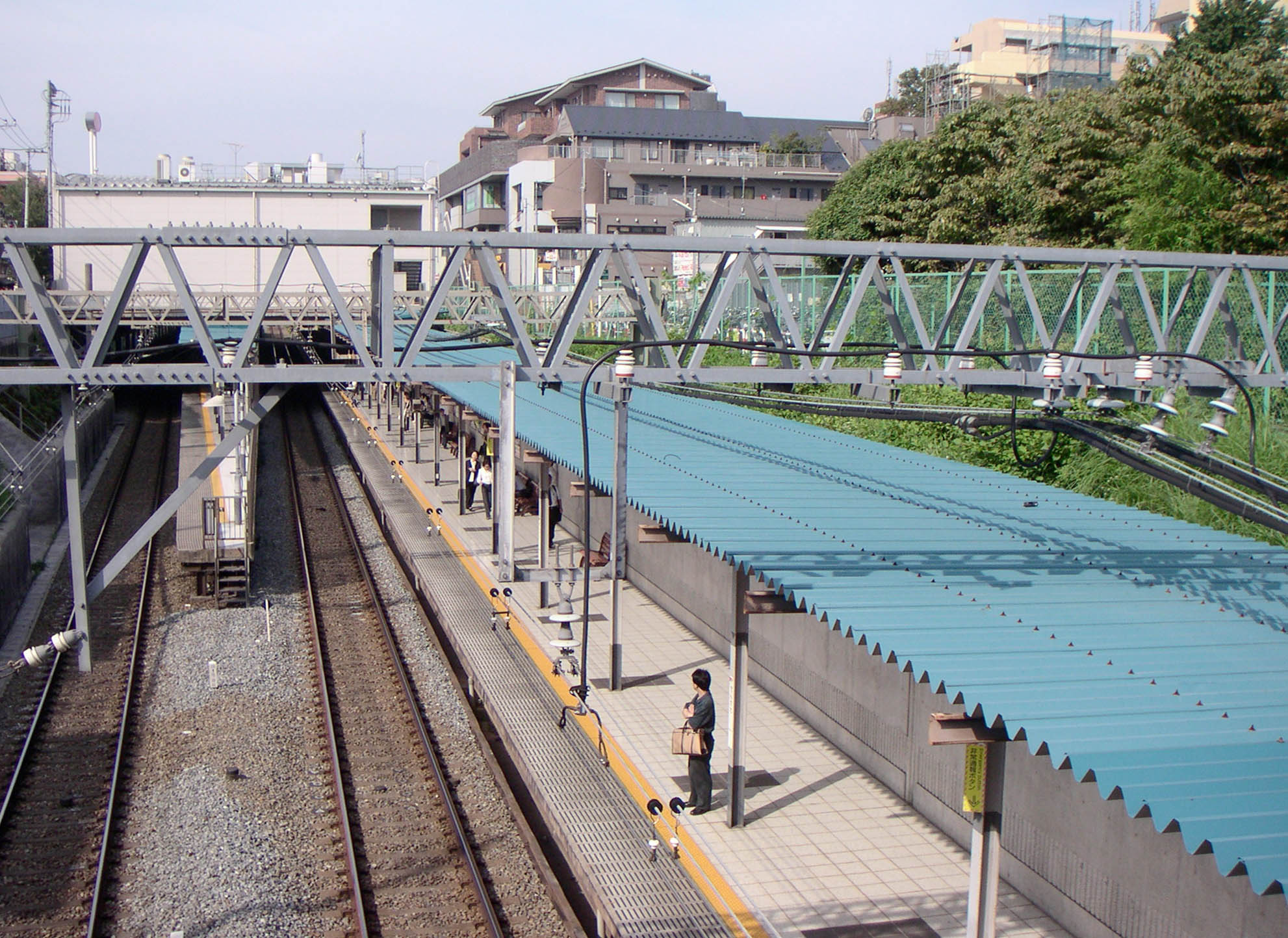
切通上より（駐輪場建設前、2005年9月）

## 利用状況
2024年度（令和6年度）の1日平均乗降人員は70,712人である。
急行が停車する桜上水駅・つつじが丘駅よりも多く、区間急行までしか止まらない駅としては最多となっている。
2001年（平成13年）に快速が停車して以降、乗降人員は急速に増加し、ベッドタウン最寄駅としての利用者と、駅周辺の学校通学者からなっており、調布市内の他、三鷹市新川・中原地区、世田谷区上祖師谷地区の一部・給田地区も駅勢圏である。
近年の1日平均乗降・乗車人員の推移は以下の通り。
| 年度               | 1日平均 乗降人員 | 1日平均 乗車人員 | 出典     |
| ------------------ | ---------------- | ---------------- | -------- |
| 1955年（昭和30年） | 11,392           |                  |          |
| 1960年（昭和35年） | 19,807           |                  |          |
| 1965年（昭和40年） | 34,576           |                  |          |
| 1970年（昭和45年） | 39,565           |                  |          |
| 1975年（昭和50年） | 41,101           |                  |          |
| 1980年（昭和55年） | 42,118           |                  |          |
| 1985年（昭和60年） | 49,322           |                  |          |
| 1990年（平成02年） | 55,373           | 27,436           | [ * 1 ]  |
| 1991年（平成03年） |                  | 28,230           | [ * 2 ]  |
| 1992年（平成04年） |                  | 28,427           | [ * 3 ]  |
| 1993年（平成05年） |                  | 28,274           | [ * 4 ]  |
| 1994年（平成06年） |                  | 28,093           | [ * 5 ]  |
| 1995年（平成07年） | 56,813           | 27,948           | [ * 6 ]  |
| 1996年（平成08年） |                  | 27,893           | [ * 7 ]  |
| 1997年（平成09年） | 56,966           | 28,475           | [ * 8 ]  |
| 1998年（平成10年） | 57,500           | 28,778           | [ * 9 ]  |
| 1999年（平成11年） | 57,851           | 28,639           | [ * 10 ] |
| 2000年（平成12年） | 59,279           | 29,458           | [ * 11 ] |
| 2001年（平成13年） | 61,677           | 30,808           | [ * 12 ] |
| 2002年（平成14年） | 63,633           | 31,827           | [ * 13 ] |
| 2003年（平成15年） | 66,179           | 33,120           | [ * 14 ] |
| 2004年（平成16年） | 66,887           | 33,512           | [ * 15 ] |
| 2005年（平成17年） | 67,958           | 33,852           | [ * 16 ] |
| 2006年（平成18年） | 69,268           | 34,375           | [ * 17 ] |
| 2007年（平成19年） | 71,041           | 35,191           | [ * 18 ] |
| 2008年（平成20年） | 71,525           | 35,463           | [ * 19 ] |
| 2009年（平成21年） | 71,174           | 35,258           | [ * 20 ] |
| 2010年（平成22年） | 70,943           | 35,153           | [ * 21 ] |
| 2011年（平成23年） | 71,480           | 35,396           | [ * 22 ] |
| 2012年（平成24年） | 72,452           | 35,934           | [ * 23 ] |
| 2013年（平成25年） | 75,055           | 37,244           | [ * 24 ] |
| 2014年（平成26年） | 75,445           | 37,389           | [ * 25 ] |
| 2015年（平成27年） | 77,261           | 38,189           | [ * 26 ] |
| 2016年（平成28年） | 80,005           | 39,630           | [ * 27 ] |
| 2017年（平成29年） | 81,630           | 40,403           | [ * 28 ] |
| 2018年（平成30年） | 82,535           | 40,792           | [ * 29 ] |
| 2019年（令和元年） | 82,714           | 40,811           | [ * 30 ] |
| 2020年（令和02年） | 57,764           | 28,562           | [ * 31 ] |
| 2021年（令和03年） | 62,685           |                  |          |
| 2022年（令和04年） | 67,190           |                  |          |
| 2023年（令和05年） | 69,377           |                  |          |
| 2024年（令和06年） | 70,712           |                  |          |

## 駅周辺
駅周辺の商業地区は古くからの個人商店の多くがチェーンストア等に代わりつつある。

### 駅舎内
- 京王ストア 仙川駅ビル店
- 啓文堂書店 仙川店
- おむすび権米衛 フレンテ仙川店
- BANANA STAND 仙川エキナカ店

### 北側
- 国道20号（甲州街道）
- 都営仙川アパート
- 調布仙川二郵便局
- 調布緑ケ丘郵便局
- 白百合女子大学[1]
- 調布市立第八中学校
- キユーピー 仙川キユーポート：2011年（平成23年）3月に閉鎖した旧仙川工場跡地、2015年（平成27年）まで仮本社が入居。
  - マヨテラス
- みずほ銀行 調布仙川支店
- 小田急バス 本社
- いなげや 調布仙川店
- 芝信用金庫 仙川支店

### 南側
- 調布市せんがわ劇場
- 警視庁調布警察署 仙川交番
- 調布仙川郵便局
- 世田谷上祖師谷郵便局
- 西友 仙川店
- クイーンズ伊勢丹 仙川店
- ユニクロ 仙川店
- 学校法人桐朋学園[1]
  - 桐朋学園大学
  - 桐朋学園芸術短期大学
  - 桐朋女子中学校・高等学校
  - 桐朋小学校
  - 桐朋幼稚園
  - 子供のための音楽教室
- 仙川アヴェニュー・ホール“ve quanto ho......”（旧 桐朋学園音楽部門 第II別館ホール）
- 東京都立神代高等学校
- 仙川 湯けむりの里
- 祖師谷公園
- 三菱UFJ銀行 仙川支店
- 三井住友銀行 仙川支店
- 世田谷区立烏山小学校
- 世田谷区立上祖師谷中学校
- 至誠会第二病院
- 至誠会看護専門学校
- 島忠 ホームズ仙川店
- 安藤忠雄ストリート

### 路線バス
駅前ロータリーにある「仙川駅」、駅北側の甲州街道を渡った所にある「仙川」、駅南側の商店街を抜けた桐朋学園脇にある小田急バスの「仙川駅入口」、駅北側の甲州街道沿いにある京王バス「仙川駅入口」の4か所の停留所が存在する。仙川駅入口のバス停は南北ともに駅から徒歩で数分を要する。ロータリーは駅南側にあり、一部の路線バスが乗り入れる。
当駅に至る路線は仙川町に本社のある小田急バスによるものである。小田急バス本社は仙川停留所と同じ敷地内にある。京王バスは、甲州街道を通っているものがあるが、本数は少ない。
以下の路線は2011年（平成23年）8月時点のものである。
- 小田急バス
  - 仙川駅
    - 仙01 仙川駅 - 三鷹台駅
    - 調布市ミニバス東路線（緑ケ丘循環） 仙川駅→仙川→緑橋→柳川橋→仙川駅
    - 系統番号なし 仙川駅 - 狛江営業所（本数少）
    - 系統番号なし 仙川駅 - 粕谷一丁目（本数少）

  - 仙川（小田急バス本社前） 
    - 鷹54 三鷹駅 - 新川団地中央 - 仙川
    - 鷹54 三鷹駅 - 中原三丁目 - 仙川
    - 鷹54 三鷹駅 - 南浦 - 仙川
    - 吉03 吉祥寺駅 →  / ← 吉祥寺駅中央口 - 新川 - 新川団地中央 - 仙川（上記の仙川バス停付近の路上に停車）
    - 調布市ミニバス東路線（緑ヶ丘循環） 仙川駅→仙川→緑橋→柳川橋→仙川駅

  - 仙川駅入口（駅南側）
    - 成04 成城学園前駅北口 - 仙川駅入口 - 狛江営業所-  調布駅南口（一部狛江営業所止まり）
    - 成05 成城学園前駅北口 - 仙川駅入口 - 狛江駅北口
    - 系統番号なし 成城学園前駅北口 - 上祖師谷四丁目 - 仙川駅入口 - 狛江営業所（本数少）
    - 系統番号なし 仙川駅 - 仙川駅入口 - 狛江営業所（本数少）
    - 系統番号なし 狛江営業所 - 仙川駅入口 - 千歳烏山駅南口（本数少）

甲州街道を走るよみうりランド - 新宿駅西口間の季節運行（6月の休日ダイヤで運行する日のみ）路線は仙川バス停付近を通るものの、同所には停車しない。
- 京王バス
  - 仙川駅・仙川駅入口
    - 丘22 つつじヶ丘駅北口→仙川駅入口（駅北側）→千歳烏山駅→千歳船橋駅（朝のみ）
    - 丘22 千歳船橋駅→千歳烏山駅→仙川駅→つつじヶ丘駅北口（夜のみ）

## 隣の駅
京王電鉄
 京王線
■特急・■急行
通過
■区間急行・■快速・■各駅停車
千歳烏山駅 (KO12) - 仙川駅 (KO13) - つつじヶ丘駅 (KO14)